# 喬·達辛

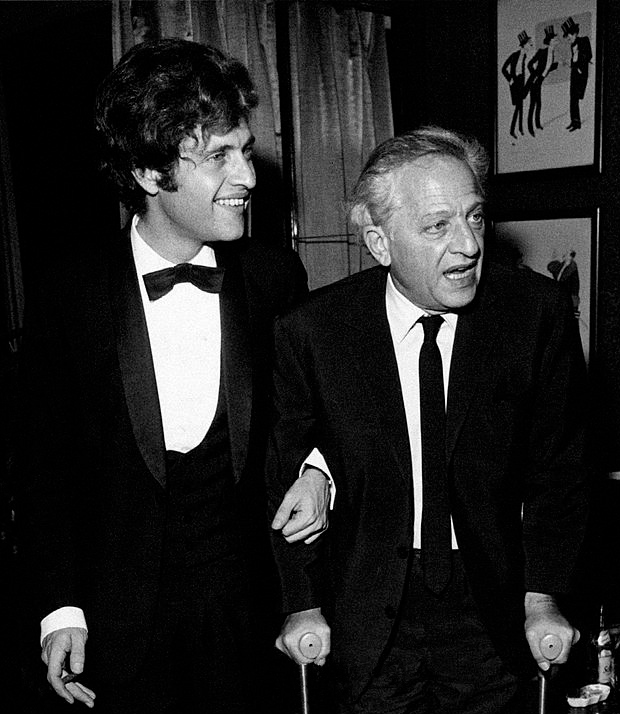
喬·達辛和他的父親，電影導演朱爾斯·達辛

喬瑟夫·"喬"伊拉·達辛（英語：Joseph "Joe" Ira Dassin，法語：[dasɛ̃]，1938年11月5日—1980年8月20日），在美國出生的法國籍流行創作歌手。

## 生平
達辛出生於紐約，父親是美國電影導演朱爾斯·達辛，母親是紐約出生的小提琴家貝婭特里斯·勞納（Béatrice Launer）。
1980年8月20日，达辛于塔希提度假期间突发心脏病去世，享年41岁。